# Leptarthrus adamovici
Leptarthrus adamovici är en tvåvingeart som beskrevs av Hradsky 1982. Leptarthrus adamovici ingår i släktet Leptarthrus och familjen rovflugor. Inga underarter finns listade i Catalogue of Life.